# Stéphane Jobard
Pour les articles homonymes, voir Jobard.
Stéphane Jobard, né le 22 février 1971 à Langres, est un footballeur français retraité évoluant au poste de milieu de terrain devenu entraîneur.

## Biographie
Il commence sa carrière de footballeur amateur au Cercle Dijon en 1992, avec la fusion des deux clubs en 1998, Stéphane Jobard rejoint donc le Dijon FCO et il commence sa carrière professionnelle en 2004 grâce à la montée de son club en Ligue 2 ; il quitte le club deux ans plus tard.
Il est également diplômé d'un CAPEPS, qui a pu lui permettre d'exercer la profession de professeur d'EPS entre 1994 et 2012.
En 2007, il retrouve les locaux du Dijon FCO pour entraîner l'équipe réserve du club.
Puis en 2016, il est nommé entraîneur adjoint de l'équipe première sous les ordres Olivier Dall'Oglio. Il restera à ce poste jusqu'en 2018, où il signe à l'Olympique de Marseille pour exercer au même poste mais cette fois-ci sous les ordres de Rudi Garcia, qui a été son coach au Dijon FCO de 2002 à 2006.
Le 20 juin 2019, le Dijon FCO annonce le retour de Stéphane Jobard au club en tant qu'entraîneur principal de l'équipe première.
Le 5 novembre 2020, à la suite d'une série de mauvais résultats en Ligue 1, le Dijon FCO met un terme à sa collaboration avec Stéphane Jobard.
Le 15 décembre 2021, il devient le nouvel entraîneur de l'US Boulogne CO.
À la suite de la relégation du club nordiste en National 2, son départ est annoncé via un communiqué.
Il est par la suite nommé entraineur adjoint de Rudi Garcia à Al-Nassr Ryad. Il est licencié en même temps que Rudi Garcia le 13 avril 2023. Par la suite, il fait partie du staff de Garcia quand ce dernier est nommé entraineur du SSC Naples.